# عبير العسكري
عبير العسكري هي صحفية مصرية وناشطة في مجال حقوق الإنسان. تعرضت مع عدد من زميلاتها الصحفيات لعملية هتك عرض أمام مقر نقابة الصحفيين في 16 مايو من عام 2006، بعد سلسلة من التحقيقات قرر النائب العام حفظ القضية وسط استنكار عام من قبل كافة القوى المعارضة.
فازت عبير بجائزة صحفيون كنديون من أجل حرية التعبير لعام 2006، بعد أن رشحتها الشبكة العربية لمعلومات حقوق الإنسان.